# Gulácsy Irén
Őrmezei és gulácsi Gulácsy Irén, Pálffy Jenőné (Lázárföld, 1894. szeptember 9. – Budapest, 1945. január 2.) magyar írónő, költőnő.
Betűjegyei és írói neve: P. G. I. (Tiszántúl, 1918-1921; Nagyvárad, 1922-től); P. Gulácsy Irén (művein); -y. (Tiszántúl, 1918-1921; Nagyvárad, 1922-től).

## Élete

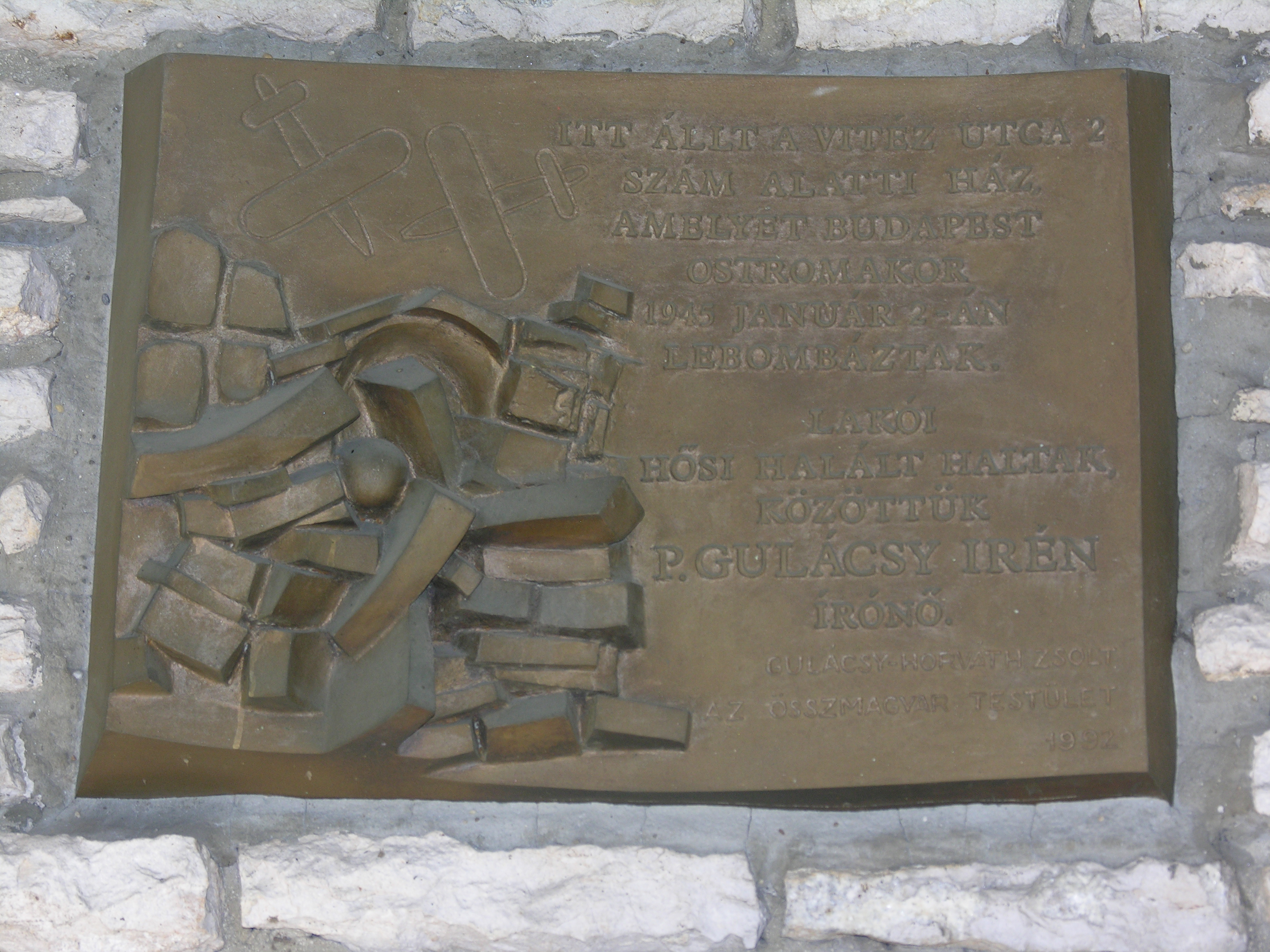
Gulácsy Irén emléktáblája egykori lakhelyén,
a Bem rakpart 37. szám alatt
(1945-ben: Vitéz utca 2.)

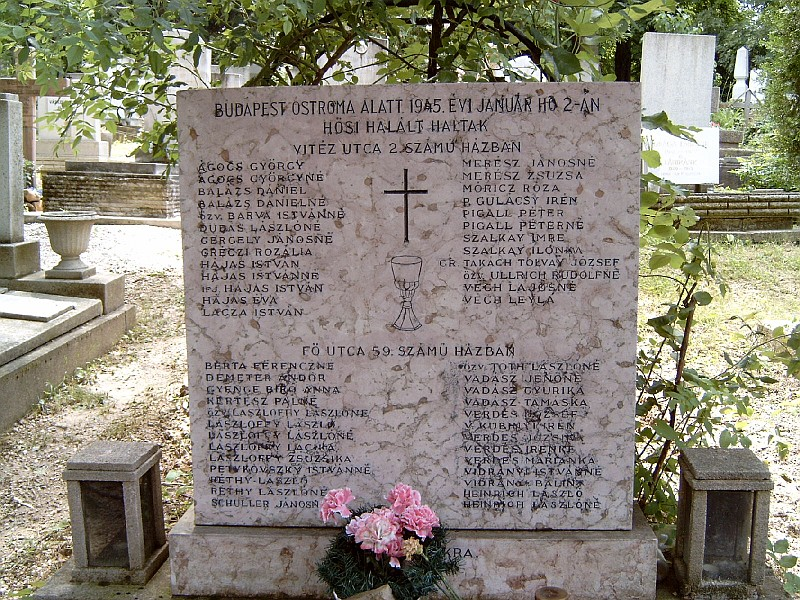
Gulácsy Irén és az 1945. január 2-i budapesti ostrom alatt hősi halált haltak síremléke a Farkasréti temetőben (19/1-1-45/46).

A Nagybecskerek melletti Lázárföld-pusztán született. Szegeden a felső leányiskolában és a tanítónőképzőben tanult. 1910-ben, 16 éves korában férjhez ment unokabátyjához, erdődi Pálffy Jenőhöz, az Esterházy-uradalmak akkori mérnökéhez, aki előbb Dombóvárott, Kismartonban dolgozott, majd Szegeden éltek. Férjével az évek során megismerte a Hanság pusztáin élők világát, amikor rendszeresen elkísérte a külső (vasútépítő, vízszabályozó) munkákhoz. Közben zenét és festészetet tanult.
Az I. világháború kitörése után férjének meg kellett válnia akkor már központi főmérnöki állásától, s 1914-ben Nagyváradra költöztek, ahol a római katolikus káptalan főmérnöke lett. Gulácsy itt kezdett írni a Váradon meginduló Magyar Szóban, ahol első novellája a Félre az útból címmel jelent meg. Később a Tavasz című folyóiratba is küldött írást. Ezek voltak az első megszólalásai.
1919-ben a Nagyvárad című napilap belső munkatársa lett. Cikkeket írt a Pásztortűz, a Genius, a Brassói Lapok, a Keleti Újság, az Ellenzék, a Napkelet, a Magyar Kisebbség lapokba, folyóiratokba. A marosvásárhelyi Zord Idő lapvállalat pályázatára nyújtotta be első, Förgeteg című regényét, amellyel pályadíjat nyert. Ettől kezdve novellákat, regényeket, színdarabokat is írt. A Hamueső című műve volt az Erdélyi Szépmíves Céh első kiadott regénye Kós Károly illusztrációival, és Kós munkája volt a könyv grafikai kiállítása is. 1926-ban ő is meghívást kapott Kemény Jánostól az első Helikon-találkozóra, amelyen ugyan nem vett részt, mégis az alapító tagok közé számíthatjuk.
Férje súlyosan megbetegedett, s 1925 körül megrokkant, munkaképtelenné vált, így a család fenntartása a fiatal írónőre hárult. Atyai módon pártfogolta őket Benedek Elek, akihez számos levelet írt, s ebből kirajzolódik az írónő mindennapjainak nehéz küzdelme: a tolókocsiba kényszerült, ágyban fekvő, beteg férjének gondozása mellett az egzisztencia fenntartása. Fő műve, a Fekete vőlegények ilyen körülmények között született.
„Gulácsy komolyan vette regényírói feladatát. Részletes előtanulmányokat végzett. Több mint húsz (!) kötetnyi jegyzetanyag tanúsítja szorgalmát, s ezt a korra vonatkozó történelmi szakirodalomból való hatalmas ismeretanyagot mind beötvözte regényébe.” Illés Endre arról is beszámol, hogy a jegyzetanyagot Gulácsy beköttette, majd tárgymutatót szerkesztett hozzá, de még ez is olyan terjedelmes volt, hogy a tárgymutatóhoz is tárgymutatót készített az írónő.
1927. február 25-én Pálffy Jenő elhunyt, s Gulácsy egy darabig még Nagyváradon élt, aztán átköltözött Kolozsvárra, majd Magyarországra települt.
1928 végén részt vett Budapesten a Helikon-írók estélyén a Zeneakadémia nagytermében, Kemény János, Makkai Sándor, Bánffy Miklós, Berde Mária, Szentimrei Jenő, Tamási Áron, Olosz Lajos, Kós Károly, Bárd Oszkár, Tabéry Géza, Reményik Sándor, Áprily Lajos és Tompa László mellett. Magyarországon is folytatta történelmi tárgyú műveinek sorozatát, s e regényes korrajzok nagy közönségsikert arattak.
Méltatói szerint:
„Gulácsy Irén szereti a nyelvi ékesítettséget, mely a metaforákban, különböző alakzatok halmozásában nyilvánul meg, szereti az archaikus, tájszavak használatát, gyakoriak a regényben az indázó szecessziós szerkezetek és motívumok. Németh László barokkos költőnek tartja Gulácsy Irént, de – mint mondja – barokkossága nem akadémikus jellegű.”
Budapesten a Magyarság, a Pesti Hírlap és az Új Idők munkatársa volt.
A főváros ostromának esett áldozatul, amikor 1945. január 2-án lakását bombatalálat érte.

## Művei

### Regények
- Hamueső Kolozsvár, 1925
- Förgeteg. Kolozsvár, 1925,[4] 1990
- Fekete vőlegények Budapest, Singer és Wolfner Irodalmi Intézet R.-T., 1927
- Pax vobis. Archiválva 2021. április 11-i dátummal a Wayback Machine-ben Budapest, 1930
- A kállói kapitány. Archiválva 2021. április 11-i dátummal a Wayback Machine-ben Budapest, 1933
- Nagy Lajos király. Archiválva 2021. április 11-i dátummal a Wayback Machine-ben Budapest, 1936, 1986 (utószó Hegedüs Géza)
- Jezabel. Archiválva 2021. április 11-i dátummal a Wayback Machine-ben Budapest, 1941–1944, 1987

### Elbeszélések
- Ragyogó Kovács István. Marosvásárhely, 1925
- Átal a Tiszán. Kolozsvár, 1928
- Történelmi miniatűrök. Budapest, 1937
- Tegnap és régmúlt. Budapest, 1939
- Ökörsütés. Kolozsvár, 1949

### Társadalomtudomány
- A magyar család. Szeged, 1942

### Színdarabok
- Mire megvirrad (1923-ban mutatták be Nagyváradon.)
- Napáldozat (A kolozsvári színház drámapályázatának nyertes darabja, bemutatták Kolozsváron, a Magyar Színházban, 1925-ben.)
- Kincs (1924-ben Kolozsváron mutatták be.)
- Valuta (1925)
- Kobra (1924)
- Székely vér (Nagyváradon mutatták be 1925-ben.)

### Karcolatok
- Erdély jogán – és más dolgok. Archiválva 2021. április 11-i dátummal a Wayback Machine-ben Budapest, 1940.

## Társasági tagságai
- Erdélyi Irodalmi Társaság (Kolozsvár, 1926)
- Kemény Zsigmond Társaság (Marosvásárhely, 1928)
- Ady Társaság (Arad)
- Dugonics Társaság (Szeged)
- Szigligeti Társaság (Nagyvárad, tag, majd alelnök, 1923)
- Petőfi Társaság
- Magyar Írónők Köre

## Közéleti szereplése
- Országos Magyar Párt (alelnök)

## Díja
- Corvin-koszorú (1939)

## Emlékezete
- A Gulácsy-Horváth Zsolt (Bp. 1952) szobrászművész által készített bronz domborműves emléktábláját 1992-ben avatta fel Budapesten az „Összmagyar Testület” a Bem rakparton, II. ker. Vitéz utca 2. alatt.
- A Fekete Vőlegények, a Ragyogó Kovács István és a Hamueső című regényei Hangoskönyvként is megjelentek.
- 2005-ben a Magyar Asszonyok Szövetsége szónokverseny számára díjat nevezett el róla.[5]